# 雲景道

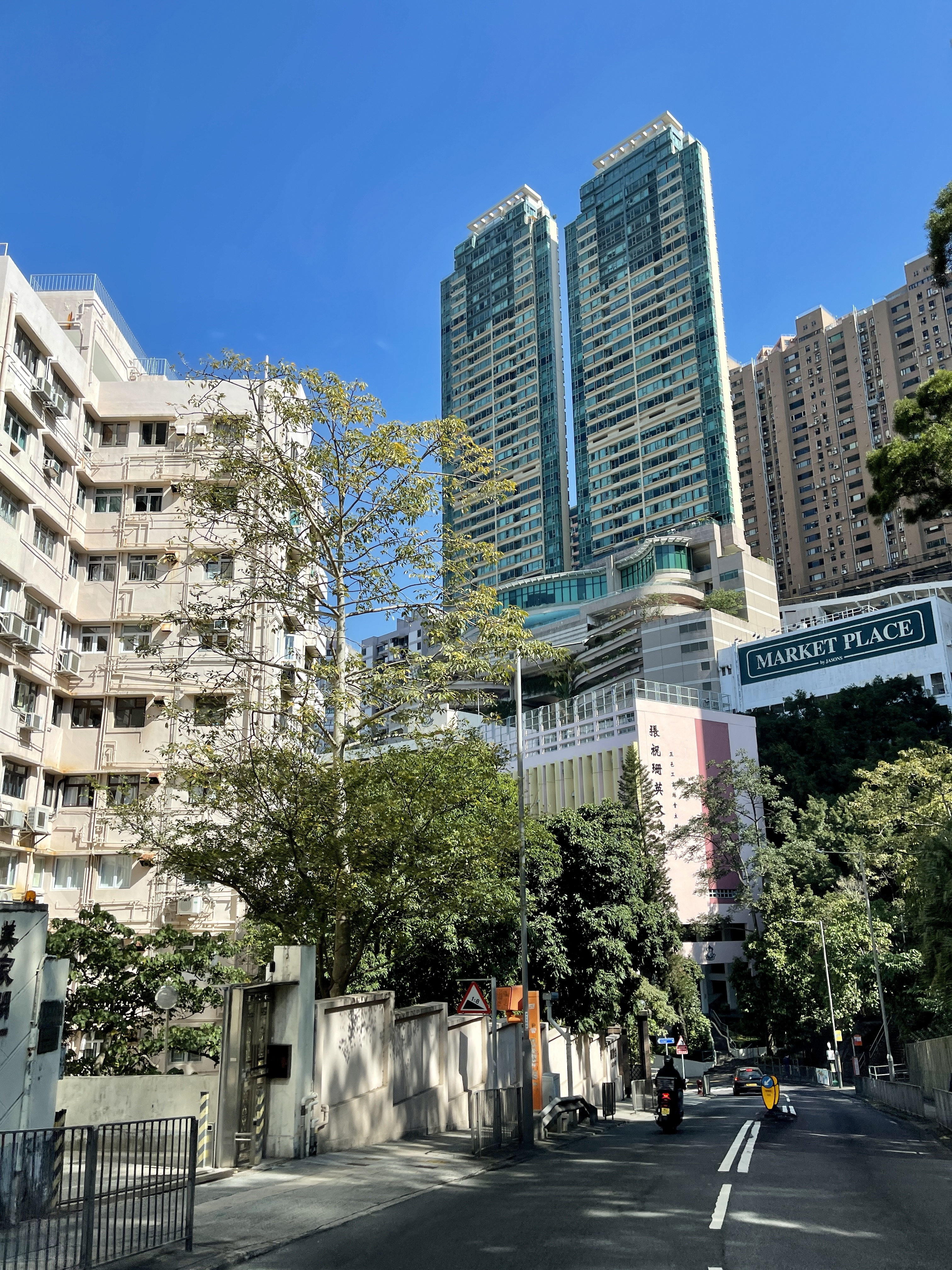
雲景道近高瞻臺

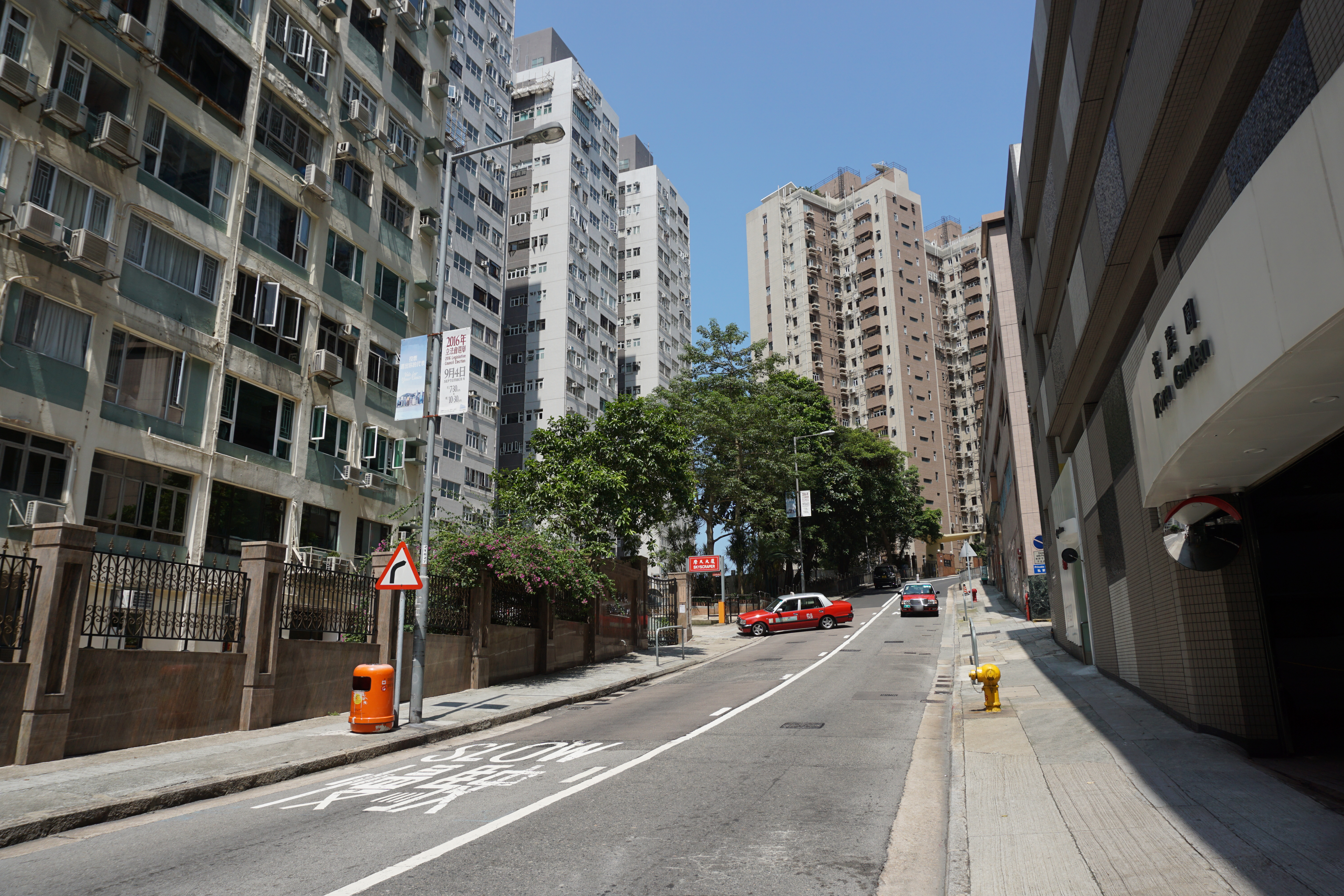
雲景道近富麗園

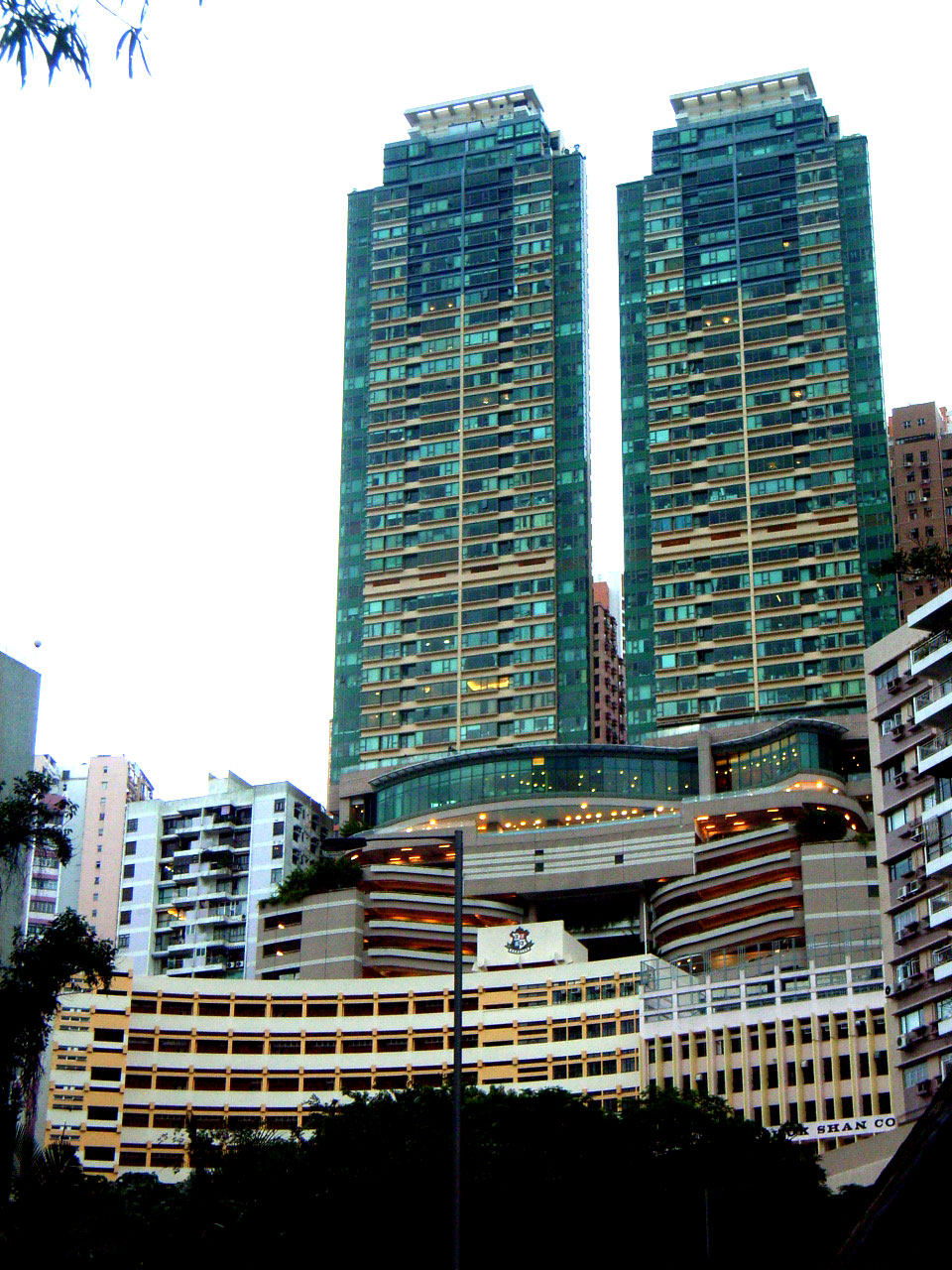
雲景道35號豪宅海天峰

雲景道（英語：Cloud View Road），是香港的一條道路，位於香港島東區寶馬山，海拔約100-150米不等，為東半山主要道路之一，亦是分隔東區及灣仔區的半山道路。雲景道在山腰位置連接炮台山道及天后廟道，而在山上位置則連接寶馬山道。雲景道沿路以學校和老牌住宅為主，為港島傳統豪宅地段。雲景道全長1100米，向東西方雙向雙線行車。

## 沿路地點

### 屋苑
- 海景台（雲景道31號）
- 海天峰（雲景道35號）
- 雲景台（雲景道38號）
- 怡和苑（雲景道39號）
- 雅景臺（雲景道40號）
- 恆景園（雲景道43-49號）
- 萬德閣（雲景道46號）
- 富麗園（雲景道50號）
- 富豪閣（雲景道56號）
- 珊瑚閣（雲景道51-67號）
- 峰景大廈（雲景道60號）

### 學校
- 樹仁大學
- 張祝珊英文中學
- 東華三院李潤田紀念中學
- 路德會北角協同中學
- 中華基督教會桂華山中學
- 閩僑中學
- 蘇浙公學
- 北角官立小學（雲景道）

### 其他
- 雲景道配水庫遊樂場
- 冠忠汽車公司停車場
- 中華基督教會合一堂北角堂

## 交匯道路
- 寶馬山道
- 怡景道
- 天后廟道

## 外部連結
维基共享资源上的相關多媒體資源：雲景道